# Pseudochydorus globosus
Pseudochydorus globosus is een watervlooiensoort uit de familie van de Chydoridae. De wetenschappelijke naam van de soort is voor het eerst geldig gepubliceerd in 1843 door Baird.